# Centre de recherche public Henri-Tudor
 (décembre 2016).
Si vous disposez d'ouvrages ou d'articles de référence ou si vous connaissez des sites web de qualité traitant du thème abordé ici, merci de compléter l'article en donnant les références utiles à sa vérifiabilité et en les liant à la section « Notes et références ».
Pour les articles homonymes, voir CRP.
Le Centre de recherche public Henri-Tudor était un établissement de recherche luxembourgeois, dont le siège social est situé dans le quartier du Kirchberg à Luxembourg. Au 1er janvier 2015, il a fusionné avec le Centre de recherche public Gabriel-Lippmann (lb) pour former le Luxembourg Institute of Science and Technology (LIST).

## Introduction
En mars 1987, le législateur luxembourgeois publia une loi portant sur l'organisation de la recherche et du développement technologique dans le secteur public ainsi que la coopération scientifique et technique entre les entreprises et le secteur public.

En application de l'article 7 de cette loi, un centre de recherche public fut créé auprès de l ́institut supérieur de technologie , Il porta la dénomination de "Centre de recherche public Henri Tudor", en abréviation  "CRP-HT" (annexe du règlement grand-ducal du 31 juillet 1987 ), en hommage à l'ingénieur, inventeur et industriel luxembourgeois Henri Tudor.

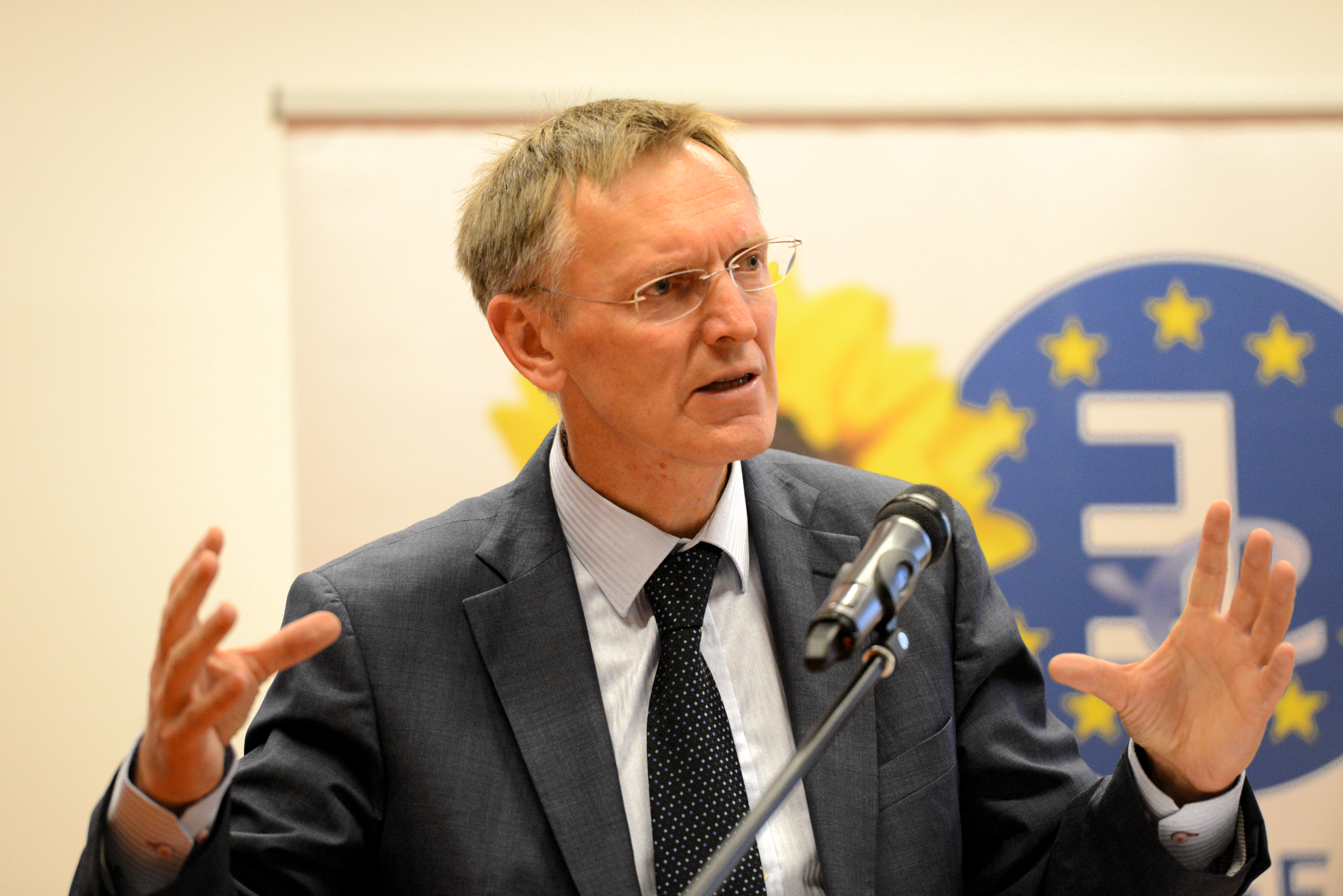
Janez Potočnik à l'occasion de la conférence-débat: «Économie circulaire et nouvelles formes de consommation. Stratégies européennes et perspectives luxembourgeoises», le 20 octobre 2014 au CRP Henri-Tudor à Kirchberg.

Le siège social était situé à Luxembourg (quartier du Kirchberg).  
Depuis sa création, le CRP-HT a contribué à l’amélioration et au renforcement de la capacité d’innovation des entreprises et des organisations publiques. 
Au 1er janvier 2015, le CRP-HT a fusionné avec le Centre de recherche public Gabriel-Lippmann (lb) pour former une nouvelle organisation pour la recherche et la technologie (Research and Technology Organisation - RTO), le Luxembourg Institute of Science and Technology (LIST) . 

## Activités et services
Le CRP Henri Tudor proposait de nombreux services et activités à destination des entreprises et organisations publiques des secteurs des services, des finances, de la production, de la construction, de la sécurité sociale, ainsi que le secteur public, avec une attention particulière aux Petites et Moyennes Entreprises (PME), à savoir :
- recherche appliquée et expérimentale
- recherche doctorale
- développement d’outils, de méthodes, de labels, de certifications et de normes
- assistance technologique, conseil et services de veille
- transfert de savoir et pré-incubation d’entreprises.

À côté de cela, le CRP Henri Tudor proposait de la formation et de la qualification de haut niveau en dispensant chaque année aux professionnels, près de 240 formations, regroupées dans un catalogue unique.

## Domaines de compétences
Les activités proposées par le Centre s’orientaient vers 5 domaines scientifiques et technologiques :
- Technologies de l’information et de la communication
- Technologies des matériaux
- Organisation et gestion des entreprises
- Technologies environnementales
- Technologies pour la santé

## Départements
Le CRP Henri Tudor était composé de 8 départements :
- le Centre de ressources des technologies pour la santé (CR SANTEC)
- le Centre de ressources des technologies pour l'environnement (CRTE)
- le Centre de ressources des technologies et de l'innovation pour le bâtiment (CRTI-B)
- le Centre de veille technologique (CVT)
- Knowledge Transfer & Training Centre
- Incubateur d'entreprises innovantes Technoport
- Advanced Materials & Structures (AMS)
- Service Science & Innovation (SSI)